# System Development Corporation
System Development Corporation (SDC) — американская компания, расположенная в городе Санта-Моника, Калифорния, считается самой первой в мире корпорацией по производству программного обеспечения.
Практическая сфера применения программных продуктов корпорации: автоматизированные системы управления силами и средствами армии, авиации, флота, сил противовоздушной обороны, эргономические исследования проблематики взаимодействия в звене «оператор—машина» для сложных многокомпонентных систем вооружения и военной техники, и др.

## История компании

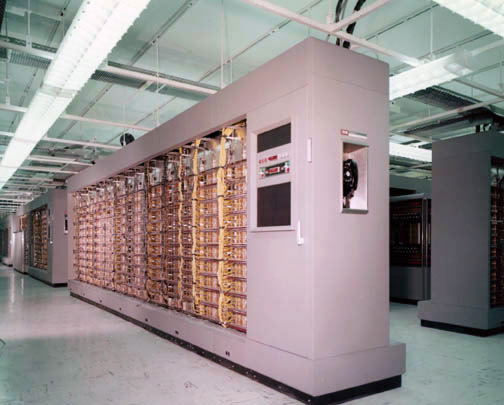
Полуавтоматическая система управления средствами системы ПВО США — один из первых крупных исследовательских проектов корпорации

SDC была создана в 1955 году сначала как группа системных инженеров в корпорации RAND для компьютерной системы ПВО США SAGE. В 1957 году RAND выделила группу в некоммерческую организацию, которая предоставляла консалтинговые услуги военному ведомству США по разработке, интеграции и тестированию больших, комплексных, компьютеризированных систем.
В 1969 году SDC стала коммерческой компанией. С этим изменением она стала предоставлять свои услуги всем клиентам, которые в них нуждались, а не только военному ведомству США.
В 1980 году совет директоров SDC продал её компании Burroughs Corporation. В 1986 году Burroughs слилась с корпорацией Sperry Corporation, образовав компанию Unisys. SDC была преобразована в подразделение Unisys Defense Systems. В 1991 Unisys Defense Systems переименовали в компанию Paramax Systems Corporation, которая стала филиалом компании Unisys. Это было сделано для того, чтобы снизить объём долгов самой компании Unisys, так как в 1991 году Unisys испытывала тяжёлые финансовые затруднения и была близка к банкротству.. Paramax была выставлена на продажу, но её долго никто не покупал, при этом Paramax давала 20% прибыли компании Unisys.
В мае 1995 года Unisys удалось продать Paramax компании Loral Corporation за 862 миллиона долларов, но небольшая часть проектов, с которыми работала компания ещё со времён SDC, осталась в ведении Unisys. В 1996 году Loral перепродала Paramax компании Lockheed Martin. В 1997 году Paramax была выделена в отдельное подразделение Lockheed Martin под управлением Frank Lanza (один из основателей компании Loral). Сейчас Paramax является филиалом компании L-3 Communications. В 2019 L-3 Communications слилась с компанией Harris Corporation, образовав компанию L3Harris Technologies.

## Значительные проекты
В 1960-х годах SDC разработала для DARPA мейнфрейм с системой разделённого времени AN/FSQ-32. Компьютер Q-32 был одной из первых систем, в которой могли одновременно работать несколько пользователей и связываться друг с другом несколько компьютеров. Эксперименты с модемным соединением по выделенной линии с компьютером TX-2 Массачусетского технологического института привели к созданию таких приложений как электронная почта. В этот же период в компании SDC был разработан язык программирования JOVIAL, и Time-Shared Data Management System (TSDMS) — первая иерархическая база данных. Обе разработки интенсивно использовались в военных системах.

## География
Подразделения корпорации (помимо её головного офиса) территориально располагались в следующих населённых пунктах:
- Вашингтон, округ Колумбия;
- Лексингтон, Массачусетс;
- Парамес, Нью-Джерси;
- Дейтон, Огайо.